# Конши-хан
Конши-хан (Кечю, Конічі, Куїнчі, Коянши, Кониша) (1235/1240 — 1302) — 3-й хан Білої Орди у 1280—1302 роках.

## Життєпис
Онук хана Орда Іхена, син Сартактая, правителя улуса Курумиши, і Худжіян (сестри Кутуй-хатун, впливової дружина хана Хулагу). Народився між 1235 і 1240 роками. Його батько помер до 1251 року. Між 1261 і 1263 роками стає молодшим співволодарем (разом зі стриєчним братом Тимур-Букою) стрийка Кун Кирана.
У 1270 році виступив на боці Хайду (прихильника Ариг-буги) проти темніка Наріна й Урунташа (сина Мунке і прихильника Хубілая). 1269 року після поразки Аріг-буги у власних землях надав прихисток його прихильникам.
1280 року після смерті Кун Кирана офіційно став ханом Білої Орди. Невдовзі після смерті Багадура (сина Шибана), правителя Синьої Орди, встановив над нею зверхність. Водночас налагодивдружні відносини з юаньськимі мператором Хубілаєм. 1282 року після смерті Менгу-Тимура спільно з Ногаєм поставив на трон Золотої Орди Туда-Менгу. З огляду на слабкість останнього розділив з Ногаєм фактичну владу в державі, відповідаючи за землі від Волги на схід. Цим було покладено основи незалежності Білої Орди.
1286 року спільно з Ногаєм замінив Туда-Менгу новим ханом — Тула-Бугою. Оскільки останній цікавився переважно справами своїх західних земель, то Конши-хан ставав все більш самостійним на сході (лівому крилі). При цьому зберігав гарні відносини з Хайду й Хулагуїдами. До кінця панування лише номінального визнавав ханів Золотої Орди. Зберігав  прямі дипломатичні та торгівельні відносини з імперією  Юань. 1288 року отримав від Хубілая 500 унцій срібла, перлове намисто та вишиті шовкові тканини. Наступного року імператор відправив Конши гроші для його війська. При цьому вступив у конфлікт за прикордоння з Чагатаїдським улусом.
Помер Конши-хан 1302 року через ожиріння. Йому спадкував син Баян.